# Юдин, Михаил Владимирович
Михаи́л Влади́мирович Ю́дин (5 августа 1912, Булычи, Тульская губерния — 12 марта 1942, Неклиновский район, Ростовская область) — советский офицер, участник гражданской войны в Испании, Герой Советского Союза (1937). Первый Герой Советского Союза, уроженец Тульской области.

## Биография
Родился 5 августа 1912 в деревне Булычи (ныне — Чернский район Тульской области) в семье крестьянина. Русский. Окончил 3 класса, курсы трактористов в селе Липицы. Работал в колхозе. В 1934 году был призван в РККА. Вступил в комсомол, затем в ВКП(б).
В декабре 1936 года добровольцем отправился в Испанию для участия в гражданской войне 1936—1939 годов на стороне республиканцев. В боях на реке Харама командир башни танка Юдин уничтожил два танка испанских националистов, несколько противотанковых орудий и пулемётных точек. 16 марта 1937 года, танк Юдина прорвался в расположение сил противника, уничтожив несколько пулеметных точек. После прямого попадания снаряда противотанковой пушки, танк загорелся, командир погиб, а механик-водитель получил тяжелое ранение. Под непрерывным огнём противника, Михаил Владимирович смог вынести с поля боя раненого товарища и командира. В перерывах между боями, Юдин инструктировал испанских танкистов владению боевой техникой в тяжелых рельефных и климатических условиях. В августе 1937 года вернулся в СССР.
За мужество и героизм, проявленные при выполнении интернационального долга, Юдин Михаил Владимирович 27 июня 1937 года удостоен звания Героя Советского Союза, с вручением ордена Ленина, а после учреждения знака особого отличия ему была вручена медаль «Золотая Звезда» № 37.
Депутат Верховного Совета РСФСР 1-го созыва.
Окончил курсы усовершенствования командного состава (КУКС) и Военную академию механизации и моторизации РККА в 1941 году.
На фронте в Великую Отечественную войну с 1941 года. Командир 2-го танкового батальона 63-й танковой бригады майор Юдин погиб в бою 12 марта 1942 года в районе села Покровское Неклиновского района Ростовской области.
Похоронен на месте гибели в братской могиле, где ему и его двадцати боевым товарищам установлен памятник.

## Награды и звания
- Медаль «Золотая Звезда» Героя Советского Союза (27 июня 1937);
- орден Ленина (27 июня 1937);
- орден Красной Звезды.

## Память
- Картина А. И. Лактионова «Герой Советского Союза капитан М. В. Юдин в гостях у танкистов». 1938.
- Увековечен в памятнике тулякам — Героям Советского Союза.
- Именем Героя в селе Липицы названа улица, в селе Покровском — школа.
- 9 мая 1968 года на улице Ленина в селе Покровское установлен памятник М. В. Юдину и его танкистам[2].